# Marcel Gery
Marcel Gery (Eslovaquia, 15 de marzo de 1965) es un nadador canadiense de origen eslovaco retirado especializado en pruebas de estilo mariposa, donde consiguió ser medallista de bronce olímpico en 1992 en los 4 x 100 metros estilos.

## Carrera deportiva
En los Juegos Olímpicos de Barcelona 1992 ganó la medalla de bronce en los relevos de 4 x 100 metros estilos (nadando el largo de mariposa), con un tiempo de 3:39.66 segundos, tras Estados Unidos y el Equipo Unificado. Y en el Campeonato Europeo de piscina larga de Sofía 1985 ganó el bronce en los 100 metros mariposa.